# 賴多利納
47°20′55″N 31°17′50″E / 47.34861°N 31.29722°E
賴多利納（烏克蘭語：Райдолина），是烏克蘭南部的村莊，隸屬尼古拉耶夫州的沃茲涅先斯克區。該村面積0.66平方公里，海拔高度15米，2017年人口134，人口密度每平方公里211.6人。